# Hexenkopf
Der Hexenkopf ist ein 3035 m ü. A. hoher Berg der Samnaungruppe im österreichischen Bundesland Tirol.

## Lage und Umgebung
Der Hexenkopf liegt im nördlichen Kamm der Samnaungruppe zwischen dem Paznauntal im Norden und dem Oberinntal im Süden. Nachbarberg im Westen ist der 2914 m hohe Gmaierkopf, im Süden liegt, getrennt durch den Hexensattel, der 2828 m hohe Masnerkopf. Südöstlich befindet sich die Masneralpe, die durch das Skigebiet Serfaus–Fiss–Ladis für den Wintersport erschlossen ist. Mit der am Hexensee gelegenen Hexenseehütte (2588 m) ist hier einer der wichtigsten Stützpunkte für die Besteigung des Hexenkopfs zu finden. Im Osten trennt das 2685 m hohe Masnerjoch den Hexenkopf vom 2845 m hohen Arrezkopf, dieser Kamm verläuft nach Osten hin weiter zum 3004 m hohen Furgler. Nach Norden trennt ein Gebirgskamm zum Plattkopf (2893 m) die Hinterflathalpe im Westen von der Berglialpe im Osten.

## Geologie
Der Hexenkopf ist großteils aus glimmerreichen Schiefergneisen aufgebaut, der von Adern aus Pegmatit und anderen granitischen Gesteinen durchzogen wird. Des Weiteren sind kleine Lager von stark hornblendehaltigem Amphibolit zu finden.

## Anstiege
Im Gegensatz zu dem nahegelegenen und vielbegangenen Furgler wird der Hexenkopf recht selten bestiegen. Das liegt zum einen daran, dass er von der Bergstation der Lazidbahn des Tourismusorts Serfaus weiter entfernt ist, und zum anderen an der höheren Schwierigkeit bei der Besteigung.
Vom Masnerjoch aus führt ein markierter Steig erst westlich, zuletzt über den Nordgrat des Hexenkopfs zum Gipfel. Hierbei sind auf dem ausgesetzten Blockgrat Kletterstellen im Schwierigkeitsgrad I (UIAA) zu überwinden. Das Masnerjoch kann von der Hexenseehütte, vom Kölner Haus (1965 m) bei Serfaus oder von Norden von See im Paznauntal erreicht werden. Auch die Ascher Hütte (2256 m) ist ein möglicher Stützpunkt.
Ein weiterer markierter, aber wegloser Anstieg führt vom Hexensattel über den Südgrat zum Gipfel.